# Palpares angustus
Palpares angustus är en insektsart som beskrevs av Robert McLachlan 1898.
Palpares angustus ingår i släktet Palpares och familjen myrlejonsländor. Inga underarter finns listade i Catalogue of Life.